# Giuliana Olmos
Giuliana Marion Olmos Dick (Schwarzach im Pongau, 4 marzo 1993) è una tennista messicana.

## Carriera
Ha vinto 4 titoli nel singolare e 11 titoli nel doppio del circuito ITF nella sua carriera. Il 10 aprile 2023 ha raggiunto il suo miglior ranking nel doppio alla posizione n.6. Il 4 marzo 2019, invece, ha conquistato il miglior ranking nel singolare, n. 343.
Dal 2010 rappresenta il messico in Fed Cup con cui ha ottenuto diciannove successi e sedici sconfitte.
Nel 2021, assieme alla canadese Sharon Fichman, ha vinto il suo primo titolo di livello '1000' nel circuito WTA a Roma, battendo in finale Mladenovic/Vondroušová per [10-5] al super-tiebreak. L'anno dopo, la messicana ha vinto un altro titolo '1000' in quel di Madrid, con un'altra tennista canadese (Gabriela Dabrowski): le due hanno sconfitto in finale Krawczyk/Schuurs con lo score di 7-6(1) 5-7 [10-7]. Qualche mese dopo, si è aggiudicata nuovamente con Dabrowski il suo primo titolo di livello '500' a Tokyo, superando nell'ultimo atto Perez/Melichar-Martinez con un duplice 6-4.

## Statistiche WTA

### Doppio

#### Vittorie (7)
| Legenda               | Legenda      |
| --------------------- | ------------ |
| Grande Slam (0)       |              |
| Ori Olimpici (0)      |              |
| WTA Finals (0)        |              |
| WTA Elite Trophy (0)  |              |
| Dal 2009 al 2020      | Dal 2021     |
| Premier Mandatory (0) | WTA 1000 (2) |
| Premier 5 (0)         | WTA 1000 (2) |
| Premier (0)           | WTA 500 (1)  |
| International (2)     | WTA 250 (2)  |

| N. | Data              | Torneo                              | Superficie  | Compagna           | Avversarie in finale                    | Punteggio           |
| 1. | 16 giugno 2019    | Nottingham Open, Nottingham         | Erba        | Desirae Krawczyk   | Ellen Perez Arina Rodionova             | 7-6(5), 7-5         |
| 2. | 29 febbraio 2020  | Abierto Mexicano de Tenis, Acapulco | Cemento     | Desirae Krawczyk   | Kateryna Bondarenko Sharon Fichman      | 6-3, 7-6(5)         |
| 3. | 16 maggio 2021    | Internazionali d'Italia, Roma       | Terra rossa | Sharon Fichman     | Kristina Mladenovic Markéta Vondroušová | 4-6, 7-5, [10-5]    |
| 4. | 7 maggio 2022     | Madrid Open, Madrid                 | Terra rossa | Gabriela Dabrowski | Desirae Krawczyk Demi Schuurs           | 7-6(1), 5-7, [10-7] |
| 5. | 25 settembre 2022 | Pan Pacific Open, Tokyo             | Cemento     | Gabriela Dabrowski | Nicole Melichar-Martinez Ellen Perez    | 6-4, 6-4            |
| 6. | 13 gennaio 2024   | Hobart International, Hobart        | Cemento     | Chan Hao-ching     | Guo Hanyu Jiang Xinyu                   | 6-3, 6-3            |
| 7. | 2 febbraio 2025   | Singapore Tennis Open, Singapore    | Cemento (i) | Desirae Krawczyk   | Wang Xinyu Zheng Saisai                 | 7-5, 6-0            |

#### Sconfitte (11)
| Legenda               | Legenda      |
| --------------------- | ------------ |
| Grande Slam (0)       |              |
| Argenti Olimpici (0)  |              |
| WTA Finals (0)        |              |
| WTA Elite Trophy (0)  |              |
| Dal 2009 al 2020      | Dal 2021     |
| Premier Mandatory (0) | WTA 1000 (2) |
| Premier 5 (0)         | WTA 1000 (2) |
| Premier (0)           | WTA 500 (4)  |
| International (3)     | WTA 250 (2)  |

| N.  | Data              | Torneo                                   | Superficie      | Compagna                 | Avversarie in finale                          | Punteggio         |
| 1.  | 8 aprile 2018     | Monterrey Open, Monterrey                | Cemento         | Desirae Krawczyk         | Naomi Broady Sara Sorribes Tormo              | 6-3, 4-6, [8-10]  |
| 2.  | 2 marzo 2019      | Abierto Mexicano de Tenis, Acapulco      | Cemento         | Desirae Krawczyk         | Viktoryja Azaranka Zheng Saisai               | 1-6, 2-6          |
| 3.  | 21 settembre 2019 | Guangzhou Open, Canton                   | Cemento         | Alexa Guarachi           | Peng Shuai Laura Siegemund                    | 2-6, 1-6          |
| 4.  | 13 marzo 2021     | Abierto Zapopan, Guadalajara             | Cemento         | Desirae Krawczyk         | Ellen Perez Astra Sharma                      | 4-6, 4-6          |
| 5.  | 15 maggio 2022    | Internazionali d'Italia, Roma            | Terra rossa     | Gabriela Dabrowski       | Veronika Kudermetova Anastasija Pavljučenkova | 6-1, 4-6, [7-10]  |
| 6.  | 16 ottobre 2022   | San Diego Open, San Diego                | Cemento         | Gabriela Dabrowski       | Coco Gauff Jessica Pegula                     | 6-1, 5-7, [4-10]  |
| 7.  | 9 aprile 2023     | Charleston Open, Charleston              | Terra verde     | Ena Shibahara            | Danielle Collins Desirae Krawczyk             | 6-0, 4-6, [12-14] |
| 8.  | 23 aprile 2023    | Stuttgart Open, Stoccarda                | Terra rossa (i) | Nicole Melichar-Martinez | Desirae Krawczyk Demi Schuurs                 | 4-6, 1-6          |
| 9.  | 27 maggio 2023    | Internationaux de Strasbourg, Strasburgo | Terra rossa     | Desirae Krawczyk         | Xu Yifan Yang Zhaoxuan                        | 3-6, 2-6          |
| 10. | 8 ottobre 2023    | China Open, Pechino                      | Cemento         | Chan Hao-ching           | Marie Bouzková Sara Sorribes Tormo            | 6-3, 0-6, [4-10]  |
| 11. | 24 agosto 2024    | Monterrey Open, Monterrey (2)            | Cemento         | Aleksandra Panova        | Guo Hanyu Monica Niculescu                    | 6-3, 3-6, [4-10]  |

### Doppio misto

#### Sconfitte (2)
| Legenda                 |
| ----------------------- |
| Australian Open (0)     |
| Open di Francia (0)     |
| Torneo di Wimbledon (1) |
| US Open (1)             |
| Argenti Olimpici (0)    |

| N. | Anno              | Torneo                      | Superficie | Compagno          | Avversari in finale            | Punteggio |
| 1. | 11 settembre 2021 | US Open, New York           | Cemento    | Marcelo Arévalo   | Desirae Krawczyk Joe Salisbury | 5-7, 2-6  |
| 2. | 14 luglio 2024    | Torneo di Wimbledon, Londra | Erba       | Santiago González | Hsieh Su-wei Jan Zieliński     | 4-6, 2-6  |

## Circuito WTA 125

### Doppio

#### Sconfitte (2)
| N. | Data             | Torneo                       | Superficie  | Compagna         | Avversarie in finale          | Punteggio        |
| 1. | 17 novembre 2018 | Houston Challenger, Houston  | Cemento     | Desirae Krawczyk | Maegan Manasse Jessica Pegula | 6-1, 4-6, [8-10] |
| 2. | 21 maggio 2023   | Firenze Ladies Open, Firenze | Terra rossa | Asia Muhammad    | Vivian Heisen Ingrid Neel     | 6-1, 2-6, [8-10] |

## Statistiche ITF

### Singolare

#### Vittorie (4)
| Torneo $100.000 (0) |
| Torneo $80.000 (0)  |
| Torneo $75.000 (0)  |
| Torneo $60.000 (0)  |
| Torneo $50.000 (0)  |
| Torneo $25.000 (0)  |
| Torneo $15.000 (1)  |
| Torneo $10.000 (3)  |

| N. | Data            | Torneo                                          | Superficie | Avversaria in finale | Punteggio        |
| 1. | 7 giugno 2015   | Circuito Riviera Maya, Manzanillo               | Cemento    | Fernanda Brito       | 4–6, 7–6(5), 6–0 |
| 2. | 14 giugno 2015  | Circuito Riviera Maya, Manzanillo               | Cemento    | Gaia Sanesi          | 6-1, 6-2         |
| 3. | 28 giugno 2015  | Circuito Riviera Maya, Manzanillo               | Cemento    | Nazari Urbina        | 5-7, 6-2, 7-5    |
| 4. | 15 gennaio 2017 | Open GDF SUEZ de Fort-de-France, Fort-de-France | Cemento    | Monika Kilnarová     | 7-5, 6-1         |

#### Sconfitte (1)
| Torneo $100.000 (0) |
| Torneo $80.000 (0)  |
| Torneo $75.000 (0)  |
| Torneo $60.000 (0)  |
| Torneo $50.000 (0)  |
| Torneo $25.000 (0)  |
| Torneo $15.000 (1)  |
| Torneo $10.000 (0)  |

| N. | Data            | Torneo                                    | Superficie | Avversaria in finale | Punteggio |
| 1. | 21 gennaio 2017 | Open GDF SUEZ de Petit-Bourg, Petit-Bourg | Cemento    | Mayo Hibi            | 3-6, 0-6  |

### Doppio

#### Vittorie (11)
| Torneo $100.000 (1) |
| Torneo $80.000 (1)  |
| Torneo $75.000 (0)  |
| Torneo $60.000 (2)  |
| Torneo $50.000 (0)  |
| Torneo $25.000 (5)  |
| Torneo $15.000 (2)  |
| Torneo $10.000 (0)  |

| N.  | Data            | Torneo                                                      | Superficie | Compagna          | Avversarie                          | Punteggio        |
| 1.  | 15 gennaio 2017 | Open GDF SUEZ de Fort-de-France, Fort-de-France             | Cemento    | Desirae Krawczyk  | Sara Cakarevic Emmanuelle Salas     | 6-3, 6-2         |
| 2.  | 28 gennaio 2017 | Open GDF SUEZ de Saint-Martin, Saint-Martin                 | Cemento    | Desirae Krawczyk  | Chayenne Ewijk Rosalie van der Hoek | 6-1, 6-1         |
| 3.  | 15 aprile 2017  | Women's ITF Irapuato Club de Golf Santa Margarita, Irapuato | Cemento    | Desirae Krawczyk  | Ronit Yurovsky Marcela Zacarías     | 6-1, 6-0         |
| 4.  | 19 maggio 2017  | Incheon Women's Challenger, Incheon                         | Cemento    | Desirae Krawczyk  | Choi Ji-hee Kim Na-ri               | 6–3, 2–6, [10–8] |
| 5.  | 17 giugno 2017  | Palmetto Pro Open, Sumter                                   | Cemento    | Kaitlyn Christian | Ellen Perez Luisa Stefani           | 6–2, 3–6, [10–7] |
| 6.  | 29 luglio 2017  | FSP Gold River Women's Challenger, Sacramento               | Cemento    | Desirae Krawczyk  | Jovana Jakšić Vera Lapko            | 6-1, 6-2         |
| 7.  | 5 agosto 2017   | Pro Tennis Classic Fort Worth, Fort Worth                   | Cemento    | Ellen Perez       | Miharu Imanishi Ayaka Okuno         | 6-4, 6-3         |
| 8.  | 1º ottobre 2017 | Central Coast Pro Tennis Open, Templeton                    | Cemento    | Kaitlyn Christian | Viktorija Golubic Amra Sadiković    | 7-5, 6-3         |
| 9.  | 27 maggio 2018  | Torneig Internacional Els Gorchs, Les Franqueses del Vallès | Cemento    | Laura Pigossi     | Raluca Șerban Pranjala Yadlapalli   | 6-4, 6-4         |
| 10. | 18 agosto 2018  | Vancouver Open, Vancouver                                   | Cemento    | Desirae Krawczyk  | Kateryna Kozlova Arantxa Rus        | 6-2, 7-5         |
| 11. | 30 ottobre 2021 | Christus Health Pro Challenge, Tyler                        | Cemento    | Marcela Zacarías  | Misaki Doi Katarzyna Kawa           | 7-5, 1-6, [10-5] |

#### Sconfitte (10)
| Torneo $100.000 (3) |
| Torneo $80.000 (2)  |
| Torneo $75.000 (0)  |
| Torneo $60.000 (1)  |
| Torneo $50.000 (0)  |
| Torneo $25.000 (2)  |
| Torneo $15.000 (0)  |
| Torneo $10.000 (2)  |

| N.  | Data              | Torneo                                                      | Superficie  | Compagna          | Avversarie                         | Punteggio           |
| 1.  | 6 giugno 2015     | Circuito Riviera Maya, Manzanillo                           | Cemento     | Constanza Gorches | Camila Fuentes Francesca Segarelli | 6–2, 4–6, [5–10]    |
| 2.  | 9 agosto 2015     | Fort Worth Women's Pro Tennis Classic, Fort Worth           | Cemento     | Jessica Ho        | Josie Kuhlman Maegan Manasse       | 4–6, 4–6            |
| 3.  | 2 ottobre 2016    | Stillwater Pro Tennis Classic, Stillwater                   | Cemento     | Nazari Urbina     | Ronit Yurovsky Emina Bektas        | 4–6, 7–6(6), [6–10] |
| 4.  | 19 agosto 2017    | Vancouver Open, Vancouver                                   | Cemento     | Desirae Krawczyk  | Jessica Moore Jocelyn Rae          | 1–6, 5–7            |
| 5.  | 23 settembre 2017 | Abierto Tampico, Tampico                                    | Cemento     | Kaitlyn Christian | Caroline Dolehide María Irigoyen   | 4-6, 4-6            |
| 6.  | 17 marzo 2018     | Women's ITF Irapuato Club de Golf Santa Margarita, Irapuato | Cemento     | Desirae Krawczyk  | Alexa Guarachi Erin Routliffe      | 6–4, 2–6, [6–10]    |
| 7.  | 13 luglio 2018    | Hungarian Pro Circuit Ladies Open, Budapest                 | Terra rossa | Kaitlyn Christian | Alexandra Cadanțu Chantal Škamlová | 1-6, 3-6            |
| 8.  | 3 novembre 2018   | RBC Pro Challenge, Tyler                                    | Cemento     | Desirae Krawczyk  | Nicole Gibbs Asia Muhammad         | 6-3, 3-6, [12-14]   |
| 9.  | 5 marzo 2022      | Arcadia Women's Pro Open, Arcadia                           | Cemento     | Harriet Dart      | Ashlyn Krueger Robin Montgomery    | w/o                 |
| 10. | 9 ottobre 2022    | Rancho Santa Fe Open, Rancho Santa Fe                       | Cemento     | Marcela Zacarías  | Elvina Kalieva Katarzyna Kawa      | 1-6, 6-3, [2-10]    |